# Chipita
Chipita S.A. je grčka prehrambena tvrtka sa sjedištem u Ateni. Od 2016. godine djeluje u 66 zemalja.

## Povijest
Osnovali su je pet Gavalakis braće 1973. (imali su 50% vlasništva) i Constandinos & Efrosini Tsaltas (isto su imali 50% vlasništva) u Moshato, Ateni. Spyros Theodoropoulos je 1986. preuzeo kontrolu nad tvrtkom. Proizvodnja mini 7Days kroasanima započelo je 1972. godine. Tvrtka se unaprijedila u anonimno društvo (vrsta dioničkog društva) 1994. kada se pridružila Antenskoj burzi. Tvrtka se 2005. godine spojila s Delta Holding S.A. Pet godina kasnije tvrtka, čije je većinsko vlasništvo držala tvrtka Vivartija prodana je Spyros Theodoropoulos i saudijskoj tvrtki Olayan Group.
Chipita je razvila e-trgovinu u Bosna i Hercegovina

## Proizvodi
Chipita ima međunarodne robne marke kao što su 7DAYS, finetti i Chipicao te lokalne robne marke Molto, Spin Span, Chipita Chips, Tsipers i Extra. 